# Трофей Сократеса (France Football)
Трофей Сократеса (фр. Trophée Socrate) — ежегодная футбольная награда, учреждённая в 2022 году. Вручается журналом «France Football» футболистам за их вне футбольную деятельность.
Награда названа в честь бразильского футболиста Сократеса. Её первым обладателем стал сенегальский нападающий Садио Мане, известный своей благотворительной деятельностью.

## История

### Название

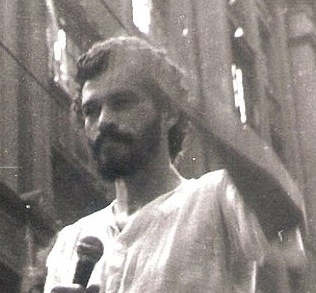
Сократес участвует в политических движениях в Бразилии

Футбольная премия получила своё название в честь бразильского футболиста Сократеса. Сократес с детства хотел стать врачом, получил медицинское образование в 23 года, параллельно продолжая играть за «Ботафого». Помимо футбола Сократес принимал активное участие в политической жизни страны. Он выступал за отстранение от власти военных и восстановление в Бразилии демократии. Например, в 1982 году, «Коринтианс», клуб в котором выступал Сократес, вышел на поле в футболках с надписями «Democracia», что в переводе означает «Демократия».

### Учреждение премии

#### Премия 2022 года
Зачем мне десять «Феррари», двадцать часов и два самолета? Что эти объекты сделают для меня и для всего мира?
Я голодал, работал на полях, пережил войну, играл в футбол босиком, не ходил в школу. Сегодня у меня есть возможность помочь людям. Мы построили школы и стадион, предоставляем одежду, обувь, еду, живущим в крайней нищете, и я предпочитаю, чтобы мои сограждане немного получили из того, что у меня есть.Садио Мане
На церемонии вручения «Золотого мяча» 2022 года, впервые был вручён «Трофей Сократеса».
Его первым обладателем стал сенегалец Садио Мане. Мане известен своей благотворительной деятельностью. Он активно вкладывается в развитие инфраструктуры в небольшой деревушке под названием Бамбали, в которой он родился. При помощи его финансирования в деревне были построены больница, школа, стадион, автозаправка и почтовое отделение.

#### Премия 2023 года
В 2023 году, «Трофей Сократеса» получил игрок мадридского «Реала» и сборной Бразилии Винисиус Жуниор.

## Список победителей

### Победители
| Год  | Игрок            | Клуб(ы)     |
| ---- | ---------------- | ----------- |
| 2022 | Садио Мане       | Бавария     |
| 2023 | Винисиус Жуниор  | Реал Мадрид |
| 2024 | Дженнифер Эрмосо | УАНЛ Тигрес |

#### Победители по странам
| Страна   | Кол-во побед |
| -------- | ------------ |
| Сенегал  | 1            |
| Бразилия | 1            |
| Испания  | 1            |

#### Победители по клубам
| Клуб        | Кол-во побед |
| ----------- | ------------ |
| Бавария     | 1            |
| Реал Мадрид | 1            |
| УАНЛ Тигрес | 1            |

## См.также

### Другие награды
- Золотой мяч (France Football)
- Трофей Яшина
- Трофей Герда Мюллера (France Football)